# Église de Zehnacker
L’église de Zehnacker est une église paroissiale située à Zehnacker dans la circonscription administrative du Bas-Rhin, dans la Collectivité européenne d’Alsace. Construite au XIIe siècle, elle devient une église simultanée dans la deuxième moitié du XVIIe siècle. Lorsque l’église est presque entièrement reconstruite en 1852, les deux communautés sont séparées physiquement par un mur barrant la nef sur toute sa hauteur, mettant fin au simultaneum. L’église de Zehnacker présente ainsi la particularité unique en Alsace de regrouper dans un même bâtiment protestants et catholiques sans pour autant être une église simultanée au sens strict.

## Histoire

### Église primitive
La première église connue à Zehnacker est construite à la fin du XIIe siècle. Celle-ci semble avoir été le siège d’une paroisse autonome au XIVe siècle, mais avoir ensuite déclinée au XVe siècle, l’église n’étant plus desservie que par un chapelain en 1419.
La communauté passe à la Réforme en 1523 et est alors rattachée à la paroisse protestante de Wasselonne, avant de devenir autonome et d’obtenir son propre pasteur avant 1540. Après l’annexion de l’Alsace par le royaume de France au cours de la seconde moitié du XVIIe siècle, la présence d’un lieu de culte catholique devient obligatoire et l’église devient donc simultanée, catholiques et protestants devant se la partager. L’autel catholique est alors installé dans le chœur et l’autel protestant dans la nef.

### Reconstruction
En 1818, le curé et le pasteur font une pétition commune pour demander que quelque chose soit fait pour remédier à l’insalubrité et l’exiguïté de l’église. Un premier projet d’agrandissement est proposé en 1820, puis un second en 1824, mais aucun n’aboutit et seuls des travaux d’entretien à minima sont entrepris. La question de la reconstruction de l’église revient régulièrement au cours des années 1830, le pasteur signalant d’ailleurs en 1839 qu’elle menace ruine, sans qu’aucune solution ne soit apportée, principalement en raison des difficultés de financement.
Un troisième projet est proposé en décembre 1843, mais ne parvient guère à avancer, cette fois en raison de l’obstruction des catholiques, qui ne veulent plus partager l’église avec les protestants et exigent que deux édifices distincts soient construits, ce qui est en-dehors des capacités financières de la commune. Une médiation organisée en juillet 1846 permet aux deux cultes de s’accorder sur le fait de partager une seule église, mais les modalités restent sujettes à conflit, notamment concernant l’exigence des catholiques que le chœur soit clos par une grille fermée à clé afin d’empêcher les protestants d’y entrer.
Paradoxalement, lorsque l’évêque de Strasbourg cède en 1847 et consent à une église partagée, à condition qu’une deuxième église soit construite dès que les finances le permettront, c’est le préfet qui impose la fin du simultaneum. Une solution intermédiaire est alors proposée en 1849, dans laquelle il n’y aurait qu’une église, mais avec deux espaces clairement séparés entre les deux communautés. Le préfet valide cette proposition le 28 novembre 1849, mais le conseil municipal renâcle et ce n’est que le 25 mai 1851 qu’il entérine la décision de construire une église à deux nef, en conservant la tour.
La destruction de l’ancienne église commence le 29 mars 1852. La première pierre est posée en mai, mais, signe des tensions entre les communautés, aucune fête n’est organisée pour l’occasion comme c’est pourtant la coutume. La date exacte d’achèvement n’est pas connue : le tympan du portail de la nef protestante porte l’année 1852, mais la consécration protestante n’a lieu que le 29 mai 1853 ; la date de la consécration catholique n’est pas connue.

### Travaux postérieurs
La surélévation de la tour, prévue dans les plans initiaux mais non immédiatement exécutée pour raisons financières, a lieu en 1855 et elle est dotée d’une horloge en 1864. Les catholiques font encore construire en 1867 sur leurs propres fonds un chœur et une sacristie, qui manquaient dans le projet initial.